# Aschach an der Donau
Aschach an der Donau är en ort och kommun  i Österrike. Den ligger i distriktet Eferding i förbundslandet Oberösterreich, 170 kilometer väster om huvudstaden Wien.
Kommunen består av tre orter (Ortschaften) (inom parentes invånarantal 1 januari 2024):
- Aschach an der Donau (1 956)
- Ruprechting (98)
- Sommerberg (189)